# Die Gestalten Verlag
Der Die Gestalten Verlag ist ein deutscher Kunstbuchverlag, der auf Themen wie Design, Illustration, Architektur, Fotografie, Typografie und zeitgenössische Kunst spezialisiert ist.

## Geschichte
Die drei Studienfreunde Robert Klanten, Markus Hollmann-Loges und Andreas Peyerl zogen Anfang der 1990er Jahre nach Berlin und gestalteten als Grafikagentur Die Gestalten Flyer und Plakate für Techno-Clubs und Raves. Dadurch ergaben sich Kontakte zu Schlüsselfiguren der Berliner Techno- und Kulturszene. 1994 begannen sie mit den Planungen für ein Buch über die Techno-Kunst, das die visuellen Aspekte der Technokultur dokumentieren sollte. Um das Interesse im Markt zu sondieren, produzierten sie Bestellkarten, die über Technozeitschriften verteilt wurden. Sie erhielten über tausend Bestellungen, wodurch ein Kredit aufgenommen werden konnte. Das Localizer 1.0. betitelte Werk erschien 1995 im dafür neu gegründeten Die Gestalten Verlag. Nach Abschluss des Projekts war die Liquidität des Verlages sehr gering, so dass Klanten sich als Existenzgründer fördern ließ. Ab 1997 wuchs die Zahl der Veröffentlichungen und es wurden etwa vier Titel pro Jahr verlegt. Noch bevor der Verlag einen deutschen Vertrieb hatte, konnte das Unternehmen japanische und englische Vertriebspartner gewinnen.
Ab 1998 wurde der Fokus auf Bücher zum Thema Grafikdesign gelegt. Auch in späteren Jahren widmete sich die Mehrzahl der vom Verlag veröffentlichten Bücher Design- und Kunstthemen. Es werden jedoch auch vereinzelt Kochbücher, Reiseführer oder Bücher über Motorräder und Fahrräder veröffentlicht. Unter dem Imprint Little Gestalten erscheinen außerdem Kinderbücher. Die Veröffentlichungen sind seit der Frühphase des Unternehmens stark auf den internationalen Markt ausgerichtet. Etwa zwei Drittel des Umsatzes werden im Ausland erzielt.
Im Jahr 2000 begannen die Gestalten unter Leitung von Markus Hollmann-Loges, das Artwork mehrerer Veröffentlichungen der Frankfurter Rockband Böhse Onkelz zu designen, angefangen mit dem damals erschienenen Album Ein böses Märchen … aus tausend finsteren Nächten.
2002 wurde in Zusammenarbeit mit Josua Reichert das zum damaligen Zeitpunkt „Kleinste Buch der Welt“ veröffentlicht, das auf 26 Seiten im Maß 2,4 × 2,9 mm die Buchstaben des Alphabets präsentierte.
Seit dem Jahr 2003 bietet Gestalten Fonts eine Vielzahl von Schriftarten an. Gestalten TV produziert seit dem Jahr 2007 Filme zu Künstlern und Innovatoren, die über die Webseite gestalten.tv veröffentlicht werden.
Das Unternehmen bietet auch Beratungsleistungen zum Thema Design. Zu den Kunden zählen unter anderem Design Hotels, Diesel, Distanz, Hatje Cantz, MTV, Nokia, Redbull, Smart, Uniqlo, Volkswagen und Zumtobel.
Im April 2011 wurde auf der Dachterrasse des Berliner Bikini-Hauses der erste Gestalten Store eröffnet. Weitere Gestalten Stores existieren in New York City und einem Berliner Hotel. Der Verlag unterhält Büros in Berlin, London, New York und Tokio.
Seit dem Weggang seiner früheren Geschäftspartner führt Klanten den Verlag allein und hält auch alle Anteile. Mittlerweile leiten Markus Hollmann-Loges und Andreas Peyerl als Geschäftsführer eine Agentur für digitales Design namens Blitzen in Berlin.
Der Verlag ist Mitglied im Börsenverein des Deutschen Buchhandels.
Ende August 2016 leitete Klanten ein Insolvenzverfahren in Eigenverwaltung (nach § 270a InsO) zur Sanierung des Verlages, in dessen Rahmen nach dem „Shop“ in den Berliner Sophienhöfen auch der zuletzt als Gestalten Space firmierende Store im Bikini-Haus aufgegeben wurde. 2017 wurde mit dem MairDumont-Verlag ein Investor gefunden, der 50 % der Unternehmensanteile am Die Gestalten Verlag übernahm. Klanten ist seither einer von zwei Geschäftsführern des Verlages.